# Tuoba culebrae
Tuoba culebrae är en mångfotingart som först beskrevs av Filippo Silvestri 1908.  Tuoba culebrae ingår i släktet Tuoba och familjen storjordkrypare. Inga underarter finns listade i Catalogue of Life.